# TPS Cinextrême
TPS Cinextrême est une chaîne de télévision française appartenant au Groupe TPS ayant émis entre 2003 et 2007.

## Histoire
Lors de la création du bouquet TPS Premium le 1er septembre 2003 par le Groupe TPS, TPS Cinextrême est lancée.
À la suite de la fusion des bouquets TPS et de Canalsat en 2007, TPS Cinextrême est supprimée au profit de CinéCinéma Frisson.

## Identité visuelle

### Logos

Logo de TPS Cinextrême du 1er septembre 2003 au 21 mars 2007

### Slogans
- [Quand ?] : « La chaîne de toutes les sensations fortes »

## Programmes
TPS Cinextrême propose une programmation centrée autour des sensations fortes avec différents thèmes comme la science-fiction ou l'horreur.